# Ioan Chindriș
Ioan Chindriș (n. 21 martie 1938, Sânmiclăuș, județul Sălaj (interbelic)  - d. 25 iunie 2015, Cluj-Napoca) a fost un istoric român.

## Originea și studiile
S-a născut ca fiu al lui Ioan și al Mariei Chindriș (n. Bârsan), agricultori. Clasele primare le-a urmat în localitatea natală. Gimnaziul și studiile liceale la Liceul Mixt nr. 1 Carei, între 1949–1955, iar apoi Facultatea de Filologie a Universității din Cluj, 1957–1962. 

## Cariera profesională
Între 1962-1985 redactor cultural la studioul Radio Cluj, șef de secție, realizator al celor mai prestigioase cicluri de emisiuni culturale: "Acusticon Studio", "Teatru la microfon", "File de aur", "Incunabulum" și altele. Între 1985-2005, cercetător științific la Institutul de Istorie "George Barițiu" din Cluj, secretar științific al Institutului și profesor conducător de doctorate în cadrul Academiei Române. Din anul 2005 director al Bibliotecii Academiei din Cluj. Studii superioare: doctorat în filologie în 1976, avându-l ca magistru pe Iosif Pervain. Doctorat în istorie în 1994. Căsătorit cu Maria, născută Iliescu, profesoară de limba română. Debutează cu reportaj literar în ziarul „Pentru socialism” din Baia Mare (1957). Ca redactor la Studioul de Radioteleviziune Cluj (1962-1985), cultivă acest gen literar în emisiunile realizate, precum și în reviste ca „Vatra”, „Flacăra”, „Tribuna”, „Familia”.

## Publicistica
Debutul literar în „Tribuna”, cu schițele Bărbosul și Melchior (1967), opțiune abandonată în favoarea istoriei literare. Debut editorial cu vol. Corespondența lui Alexandru Papiu Ilarian (coautor cu Iosif Pervain), în 1972. Propensiune interdisciplinară între literatură și istorie, adâncită după 1985, când devine cercetător la Institutul de Istorie „George Barițiu” din Cluj. A editat un număr mare de opere rămase în manuscris sau scrieri mai puțin cunoscute ale reprezentanților Școlii Ardelene, în publicațiide specialitate și în volume. Astfel sunt edițiile princeps  ale Arhieraticonului lui Inocențiu Micu-Klein și importantei scrieri a lui Samuil Micu, Istoria și lucrurile și întâmplările românilor, alături de ediții din lucrările lui Petru Maior și Gheorghe Șincai. Lui C. îi aparține inițiativa, coordonarea, prefațarea și realizarea în parte a ediției critice a Bibliei de la Blaj, opera de vârf a Școlii Ardelene, apărută în condiții monumentale la Roma, în anul jubiliar 2000. A inițiat de asemenea și a realizat în cea mai mare parte corpusul de corespondență literară George Barițiu și contemporanii săi (9 vol., 1973–1993).
Epoca primară a Școlii Ardelene, secolul al XVIII-lea, o vede prin prisma personalismului lui Friedrich Schleiermacher, care i-a influențat pe corifeii Școlii. Exemplul tipic este volumul Petru Maior, Scripta minora (1997), experiment editorial reușit, unde vechiul scriitor își construiește biografia socială și spirituală din mărturii personale, de la texte de tip “ars literaria” la polemici, jurnale, corespondență sau mărturii ale culturii personale. Ca istoric al Școlii Ardelene a publicat volumele de sinteze asupra luminismului blăjean (Naționalismul modern, 1996; Cultură și societate în contextual Școlii Ardelene, 2001; Transilvanica, 2003; Petru Pavel Aron, în colaborare cu Niculina Iacob, 2008). Opera de ordonare în aria Școlii Ardelene se încununează cu reeditarea monumentală a Bibliei de la Blaj din 1795, manifestare de vârf a celebrului curent de idei din literatura noastră veche. Editor coordonator al lucrării, este totodată autorul masivului studiu introductiv, adevărată monografie a vieții cultural-literare ardelene din secolul al XVIII-lea. C. se raliază concepției unor cercetători mai vechi (Ion Breazu, Iosif Pervain, George M. Marica și alții), care echivalează generația spirituală de la 1848 cu o a doua vârstă a Școlii Ardelene. În această a doua generație s-au manifestat marile spirite prepașoptiste și pașoptiste ardelene, corespunzând preromantismului și romantismului. Spiritul preponderent investigator al istoricului literar s-a îndreptat din nou spre zone fertile, puțin cunoscute însă, ale scrisului epocii, cum ar fi opera lui Alexandru Papiu-Ilarian, Simion Bărnuțiu, George Barițiu etc. La o dată când conceptul actual de literatură se desprindea de vechea accepțiune a scrisului în general, opera acestora revelează aspecte notabile ale fenomenului. Tipărind în două ediții amplu comentate Discursul de la Blaj al lui Simion Bărnuțiu, C.  descoperă în cunoscutul text politic structuri de expresie literară, care îl apropie de marea retorică europeană a anului 1848, exemplul de referință fiind Felicité Lamennais. Istoriografia momentului este la fel de tributară prozei romantice, fapt demonstrat în lucrarea monografică cu titlul Ideologia revoluționară a lui Alexandru Papiu Ilarian. Mircea Zaciu a caracterizat discursul epistolar din Corespondența lui Alexandru Papiu Ilarian, publicată de C. împreună cu Iosif Pervain, drept un câmp de manifestare a “marilor patimi romantice”, precursoare de expresie literară. A reeditat sau editat postum lucrările unor scriitori ardeleni de la mijlocul secolului al XIX-lea: Ioan Rusu, Vasilie Pop, Constantin Alpini, Timotei Cipariu sau Nicolae Pauleti. Cel din urmă a făcut obiectul unei ediții masive realizate în 1980.

## Opera
I. Volume independente. Corespondența lui Alexandru Papiu Ilarian, I-II, Editura Dacia, Cluj, 1972 (coautor Iosif Pervain); Alexandru Papiu Ilarian și Academia Română, Cluj, 1973; Chipuri din hronicul neamului, Editura Albatros, București, 1977; Ideologia revoluționară a lui Alexandru Papiu Ilarian, Editura Politică, București, 1983 (ed. a 2-a, Editura România Press, București, 2002); Figuri de cărturari, Editura Albatros, București, 1987; Naționalismul modern,  Cluj-Napoca, 1996; Memoriale 100, Cluj-Napoca, 1998; 1848. Blajul și amintirea Revoluției, volum coordonat și ilustrat de ~, Blaj, 1998; Simion Bărnuțiu. Suveranitate națională și integrare europeană. O hermeneutică de texte, Cluj-Napoca, 1999; Cultură și societate în contextul Școlii Ardelene, Editura Cartimpex, Cluj-Napoca, 2001; Transilvanica, Editura Cartimpex, Cluj-Napoca, 2003; Petru Pavel Aron, Editura ASTRA, Blaj, 2007 (coautor Niculina Iacob). II. Ediții critice. George Barițiu și contemporanii săi, ed. îngrijită, prefețe și note (alături de alții) de ~, I-IX, Editura Minerva, București, 1973 – 1993; George  Barițiu magyar levelezése, ediție documentară, text îngrijit și note de ~, Editura Kriterion, București, 1974 (coautor Ferenc Kovács); Nicolae  Pauleti, Scrieri, ediție îngrijită, introducere și note de ~, Editura Minerva, București, 1980; Kelt Baláysfalváan… A román-magyar levelezés múltjából 1746 – 1916, ediție documentară, text îngrijit și note de ~, Editura Kriterion, București, 1985 (coautori Ștefan Pascu și  Ferenc Kovács); Samuil Micu, Istoria românilor, ediție princeps îngrijită după manuscris inedit, prefață și note de ~, I-II, Editura Viitorul Românesc, București, 1995; Petru Maior, Istoria Bisericii românilor, introducere și text îngrijit de ~ I, Editura Viitorul Românesc, București, 1995;  Procese politice antiromânești care au zguduit Transilvania în toamna anului 1848, culegere de documente istorice, studiu introductiv și text îngrijit de ~, Editura Viitorul Românesc,  București, 1995 (coautor Gelu Neamțu); Andreas Freyberger, Historica relatio unionis Walachicae cum Romana Ecclesia. Relatare istorică despre unirea Bisericii românești cu Biserica Romei, versiune românească și studiu introductiv de ~, Editura Clusium, Cluj-Napoca, 1996; Petru Maior, Scripta minora. (Ars literaria. Animadversiones. Epistolarium. Ultimae), ediție îngrijită, prefață, traduceri din latină și note de ~ , Editura Viitorul Românesc, București, 1997; Petru Maior, Protopapadichia, ediție îngrijită și studiu introductiv de ~, Editura Clusium, Cluj-Napoca, 1997; Icon lacrymans Balasfalvensis. Icoana plângătoare de la Blaj, ediție după documente inedite, introducere și traducere din latină de ~, Cluj-Napoca, 1997 (colaboratori János András, Ambrus Miskolczy și Luminița Dobriban); Inochentie Micu-Klein, Arhieraticon, ediție îngrijită și studiu introductiv de ~ , Editura România Press, București, 2000; Biblia de la Blaj. Ediție jubiliară, editor coordonator, studiu introductiv și transcriere din  chirilică (alături de alții), Editura Vaticana, Roma, 2000; Simion Bărnuțiu, Istoria filosofiei, ediție princeps după  manuscris inedit, coordonare ediției, text îngrijit și notă asupra ediției de ~, I-II, Editura România Press, București, 2000-2002 (coautori majori: Mihai-Teodor Racovițan, Gavril Matei și Ionuț Isac); Simion Bărnuțiu, Filosofia după W. T. Krug, ediție princeps după manuscris inedit, text îngrijit, cronologie si notă asupra ediției de ~, Editura Napoca Star, Cluj-Napoca, 2004; Biblia Vulgata Blaj 1760 – 1761, editor coordonator, pref., indice și transcriere din chirilică (alături de alții) de ~, I-V, Editura Academiei  Române, București, 2005; Timotei Cipariu, Epistolar, text îngrijit, studiu introductiv și note de ~, Editura Academiei Române, București, 2005 (prefață de Eugen Simion). III. Articole (selectiv). Publicistica științifică a lui August Treboniu Laurian, în “Anuarul Institutului de Istorie din Cluj”, XXII, 1979, p. 179-201; Blajul luminist. O analiză a structurilor culturale, ibid., XXIII, 1980, p. 187-208; Petru Maior și epoca sa, ibid., XXVII, 1985-1986, p. 19-30; Începuturile Prefecturii Câmpiei la 1848, ibid., XXVIII, 1987-1988, p. 39-79; Poezia lui Gheorghe Șincai, ibid., XXIX, 1989, p. 401-433; Opera și ideile lui Simion Bărnuțiu, ibid., p. 21-50; Studenții academici din Cluj la 1847, ibid., p. 485-501; Protopopiat și sinodul diecezan în concepția Școlii Ardelene (originile problemei), ibid., XXXIII, 1993, p. 359-363; Bula papală “Rationi congruit” de la 1721 și începuturile Episcopiei Făgărașului, ibid., XXXIV, 1994, p. 85-106;  Biblioteca lui Inochentie Micu-Klein, ibid., XXXV, 1995, p. 347-373 și în broșură, ca supliment la “Viața creștină“, VI, 1995, nr.23-24 (141-142), decembrie; 1996, nr.1-2 (134-144), ianuarie; Sate și genealogii din “Ierașul de Sus” (Contribuții la istoria nobilimii maramureșene în sec.XVIII), ibid., XXXVII, 1997, p. 27-53 și în vol. Maramureș, vatră de istorie milenară, III, 1997, p. 75-105; Originile Școlii Ardelene, în “Revista de istorie și teorie literară”, XXXIV, 1986, nr.4, p. 20-25; XXXV, 1987, nr. 1-2, p. 14-18; Nicolae Bălcescu în primăvara și vara anului 1849, ibid., XXXVI, 1988, nr. 1-2, p. 283-295; Cartea românească veche la Viena, în “Academica”, V, 1996, nr. 2, p. 4. Cartea românească veche la Budapesta, ibid., VII, 1996, nr.2, p. 10-11; Un Supplex Libellus Românesc inedit 1783, “Satu Mare. Studii și cercetări”, (Muzeul de Istorie Satu Mare),V-VI, 1981-1982, p. 235-264; Îmbogățirea Bibliografiei românești vechi (Sugestii exemplificate), ibid., VII-VIII, 1986-1987, p. 269-289; Recepționarea operei lui Nicolae Bălcescu în Transilvnaia, în “Studia et acta Musei Nicolae Bălcescu”, (Muzeul Memorial Nicolae Bălcescu, Bălcești pe Topolog - Vâlcea), IV, 1976, p. 115-131; Bonifaciu Florescu și Memorialul transilvănean de la 1882, ibid., p. 135-147; Luministul Samuil Vulcan. (Crâmpeie inedite), în “Crisia”, (Muzeul Țării Crișurilor, Oradea), X, 1980, p. 583-587; Ordonanțele școlare ale lui Moise Fulea în Sălaj, în “Acta Musei Porolissensis”, (Muzeul Județean Zalău), XI, 1987, p. 537-582; Alexandru Sterca Șuluțiu în apărarea lui Iancu de Hunedoara, ibid., XIX, 1995, p. 133-157; Cartea românească veche la Viena. Repertoriu, în “Acta Musei Napocensis”, (Muzeul Național de Istorie Cluj-Napoca),  Istorie, XXXII/2, 1996, p. 373-381; Cartea românească veche la Budapesta. Repertoriu, ibid, Istorie, XXXIII/2, 1997, p. 215-229; Timotei Cipariu, vilegiaturist, în “Manuscriptum”, (Muzeul Literaturii Române, București), VII, 1976, nr.3, p. 74-78; O piesă de teatru inedită a lui George Barit: Inimile mulțămitoare, ibid., VIII, 1977, nr.3, p. 58-69; Scriitori străini în arhivele române: Giovenale Vegezzi Ruscalla, ibid., IX, 1978, nr.2, p. 168-175; Mărturii pașoptiste regăsite, ibid., nr.4, p. 14-22; Corespondență Gh.Asachi, C.Negruzzi și I.Vulcan cu reviste transilvănene, ibid., X, 1979, nr.4, p. 148-154; Un “Supplex Libellus Valachorum” inedit, ibid., XI, 1980, nr.1, p. 89-10; Elocința patriotică a lui Timotei Cipariu. Un discurs din 1862, ibid., nr.3, p. 21-37;  Petru Maior contra Lexiconului de la Buda? , ibid., nr.4, p. 146-158;  București, 1848. O dramă în ajunul revoluției, ibid., XIV, 1983, nr.2, p. 85-90; Fisiognomica 1784. File de album, ibid., XV, 1984, nr.4, p. 159-160 + tabele ilustrație; Simion Bărnuțiu, istoric al filosofiei, ibid., XVI, 1985, nr.3, p. 124-137; Iosif Pervain inedit, ibid., XVII, 1986, nr.1, p. 162-165; Istoricul Alexandru Papiu Ilarian. Corespondență inedită, ibid., nr.3, p. 160-171; Un imn de la 1848 al lui Alexandru Papiu Ilarian, ibid., nr.4, p. 18-21;  Toma Costin, reprezentant al Școlii Ardelene, ibid., p. 116-123;  George Barițiu, un om al cetății, ibid., XVIII, 1987, nr.2, p. 138-145; Un poem inedit de la 1848 al lui August Treboniu Laurian, ibid., XIX, 1988, nr.1, p. 29-37; Din corespondența inedită a corifeilor Școlii Ardelene, ibid., p. 81-96; nr.3, p. 9-21; Un pamflet inedit al lui Nicolae Bălcescu din toamna anului 1848, ibid., nr.4, p. 8-14;  Petru Maior. Care e portretul său real?, ibid., XX, 1989, nr.2, p. 170-176; Nuvelistica lui Victor Papilian, ibid., nr.4, p. 55-62; Un pamflet inedit al lui Eftimie Murgu împotriva lui Costache Conachi, ibid., XXI, 1990, nr.1, p. 94-102; Alexandru Papiu Ilarian și Avram Iancu, în “Cadran mureșan”, Târgu Mureș, I, 1970, nr.1, p. 14-17; Un memorial de călătorie al lui Timotei Cipariu, în “Steaua”, Cluj-Napoca, XXI, 1970, nr.5, (244), p. 114-122; Recepționarea editorială a lui Ioan Budai Deleanu, ibid., XXII, 1971, nr.1, (252), p. 61-63; Prima scrisoare a lui George Barițiu, ibid., XXII, 1971, Serie noua, 16-31 iunie, p. 37;  “Taina domnului de Cosimelli”. Contribuții la Bibliografia românească veche, ibid., XXXII, 1981, nr.10, p. 46-67; O tipăritură necunoscută: necrologul lui Grigore Maior, ibid., XXXIV, 1983, nr.8, p. 31; Alexandru Vlahuță, ibid., nr.9, p. 7; Andrei Șaguna, ibid., XXXV, 1984, nr.1, p. 39; Cartea românească și geneza națională, ibid., XXVII, 1986, nr.3, p. 12-13;  Sigiliile lui Petru Maior, ibid., XL, 1989, nr.5, p. 18; Limba română și unitatea națională, ibid., nr.12, p. 18-20;  Alexandru Papiu Ilarian despre un voiaj european. Corespondență inedită, în “Tribuna”, Cluj-Napoca, XIV, 1970, nr.40, p. 14; Petru Maior inedit, ibid., XV, 1971, nr.8, p. 14; Corespondența lui I.Heliade Rădulescu cu George Barițiu, ibid., XVI, 1972, nr.19, p. 11; nr.20 (804), p. 7; Căpitani români în armata lui Francisc Rákoczi, ibid., XX 1976, nr.14, p. 4; Gheorghe Șincai, ibid., XXIII, 1979, nr.9, p. 7; Aforismele lui Ioan Budai Deleanu, ibid., XXV, 1981, nr.49, p. 6; O scriere necunoscută a lui Petru Maior?, ibid., XXVI, 1982, nr.47, p. 3; Sancta cetate”. Din istoricul motivelor literare românești, ibid., XXVII, 1983, nr.3, p. 2; Ce citeau elevii clujeni la 1838?, ibid., nr.26, p. 3; “Turtureaua criminală“? O precizare în domeniul motivelor literare, ibid., nr.45, p. 2; O scriere inedită a lui Simion Bărnuțiu: Istoria filosofiei, ibid., XXIX, 1985, nr.12, p. 2;“Opera lui Eminescu e credința noastră“”. Un document inedit din 1905 despre influența operei lui Eminescu în Transilvania, ibid., nr.24, p.8; Epistola ca hermeneutică națională. Pe marginea corespondenței lui George Barițiu, ibid., XXXI, 1987, nr.21, p.5;  Simion Bărnuțiu la 1848, ibid., XXXIII, 1989, nr.25, p.8; Hermeneutica istorică a Discursului lui Simion Bărnuțiu, ibid., Serie nouă, V, 1993, nr.22, p.5;  Liberalul Alexandru Papiu Ilarian, ibid., nr.26, p.1,7; Naționalismul modern, ibid., nr.34, p.6-7; Vocația creștină a Școlii Ardelene, ibid., nr.41, p.1; 6-7; nr.42, p.9; Memorandum. Organicitate istorică, ibid., VI, 1994, nr.17-20, p.5; “Rationi congruit”. Înființarea Episcopiei Făgărașului, ibid.,VII, 1995, nr.3, p. 1,6-7; Cultura lui Inochentie Micu-Klein, ibid., nr.16, p. 6-7; Ctitori ai marii poezii erotice europene: Csokonai Vitéz Mihály, ibid., nr.39-40, p. 13;  Românii și ungurii la 1848, ibid., VIII, 1996, nr.12, p. 10-11; Marele chip al națiunii, în “Astra blăjeană”, Blaj, III, 1998, nr.2-3, p. 1;  Discursul lui Simion Barnuțiu, ibid., p. 2-3;  Radu Brateș, ibid., p. 18; Pe urmele morții lui Gheorghe Șincai, ibid., p. 23;  O poezie pilduitoare de la 1848, ibid., p. 23; A treia Adunare de la Blaj la 1848, ibid., nr.4, p. 3; Eminescu la Blaj, ibid., IV, 1999, nr.2, p. 1; Testamentul canonicului Constantin Papfalvi, ibid., p. 7-8; 1754, ibid., nr.3, p. 1; Antecedente ideologice ale Unirii de la 1918, ibid., nr.5, p. 11; Dascălii Blajului până la Marea Unire din 1918, ibid., p. 4-5;  Singurătatea unui cărturar. Timotei Cipariu, ibid., p. 6; Nicolae Albu în corespondență, ibid., p. 12; Inochentie Micu-Klein - omul de cultură, în “Cetatea culturală”, Cluj-Napoca, I, 1998, nr.1, p. 4 și în “Foaia poporului”, Sibiu, 1998, nr.39-40, p. 5; Horea și masoneria?, în “Francmasoneria magazin”, București, I, 1999, nr.1, p. 3-6.